# World Matchplay
| World Matchplay     | World Matchplay           |
| ------------------- | ------------------------- |
| Sportart            | Darts                     |
| Organisator         | PDC                       |
| Turnierart          | Ranglistenturnier         |
| Austragungsort      | Winter Gardens, Blackpool |
| Austragungszeitraum | Juli                      |
| Rekordsieger        | Phil Taylor (16×)         |
| amtierender Sieger  | Luke Littler              |
| Letzte Austragung   | 2025                      |
| Nächste Austragung  | 2026                      |

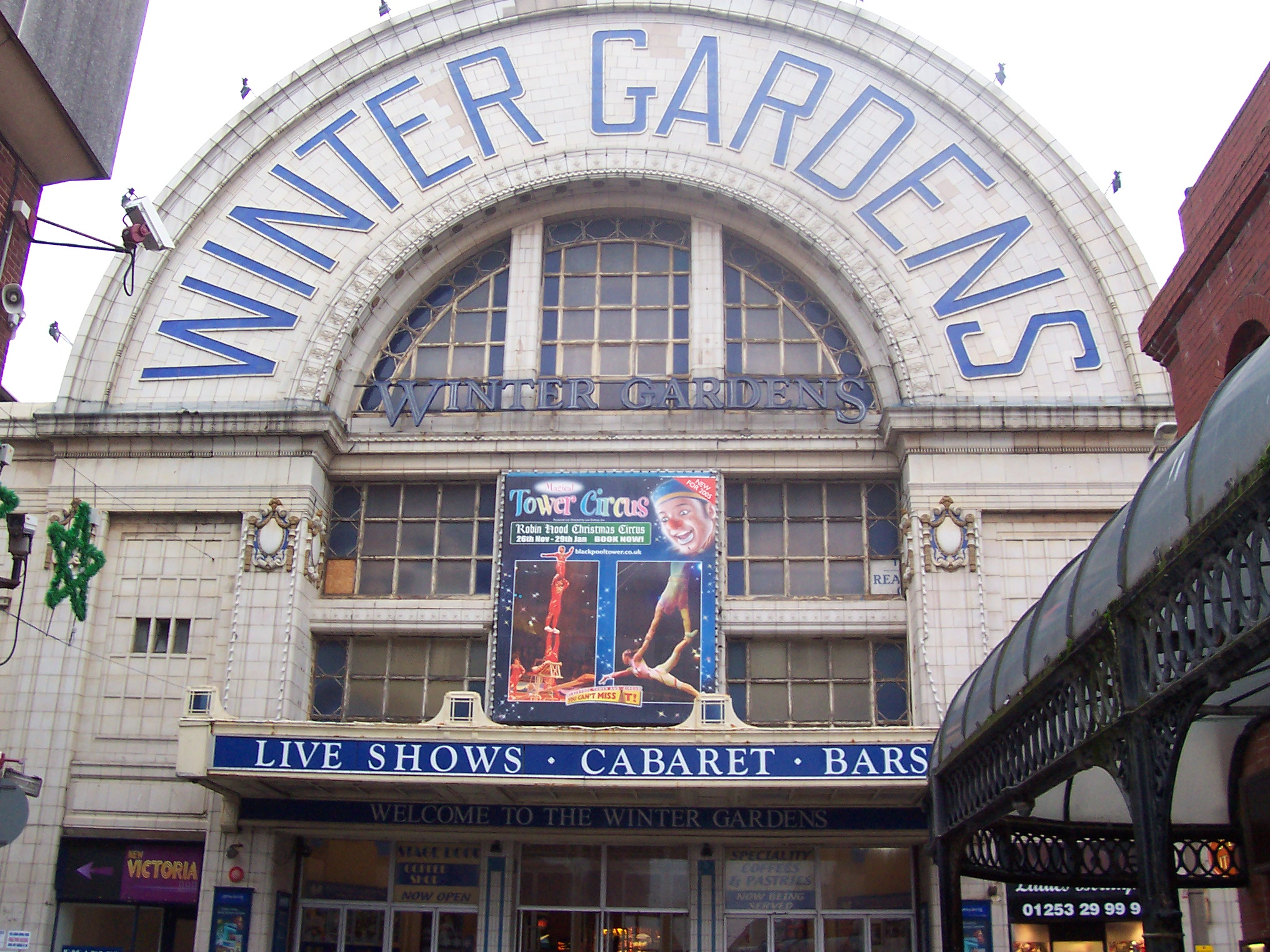
Die Winter Gardens in Blackpool

Das World Matchplay ist ein Major-Turnier im Dartsport, das von der Professional Darts Corporation (PDC) seit 1994 ausgetragen wird. Traditioneller Veranstaltungsort ist der Empress Ballroom in den Winter Gardens in Blackpool. Seit 2022 wird zusätzlich eine Damenvariante ausgetragen.
Neben der Weltmeisterschaft ist das World Matchplay das älteste und prestigeträchtigste Turnier der PDC. Zudem ist es nach der WM das bestbezahlte Turnier, das bei der Errechnung des PDC World Rankings berücksichtigt wird und nach der WM und der Premier League das drittbestbezahlte insgesamt. Der Sieg in allen drei Wettbewerben wird als Triple Crown bezeichnet.
Der Rekordgewinner des World Matchplays ist mit 16 Siegen bei 25 Austragungen Phil Taylor. Als dieser Anfang 2018 seine Karriere beendete, verlieh die PDC dem Pokal für den Gewinner des World Matchplay den Namen Phil Taylor Trophy.

## Format
Das Turnier findet in der Regel im Juli des jeweiligen Kalenderjahres statt. Das Teilnehmerfeld besteht aus den Top 16 des PDC World Rankings sowie den Top 16 des PDC Pro Tour Rankings, einer gesonderten Rangliste, in der sich die Spieler durch gutes Abschneiden bei kleineren Turnieren im Dart-Kalender, wie z. B. den European Tour Events, für die Major-Turniere qualifizieren können, da sie bei entsprechend guter Platzierung für dortige Teilnahmen berechtigt.
Bei diesem im K.-o.-System durchgeführten Turnier mit demnach 32 Teilnehmern wird jede Partie in Legs gespielt. In der ersten Runde müssen zehn Legs gewonnen werden, bis zum Finale steigt die Anzahl der zu gewinnenden Legs pro Runde an, im Finale wird dann mit 18 Gewinnlegs gespielt.
Bis 2012 unterschied sich das World Matchplay von anderen Dartturnieren dadurch, dass kein Entscheidungs-Leg angesetzt wurde. Stattdessen wurde solange gespielt, bis ein Spieler sich einen Vorsprung von zwei Legs herausspielen konnte. Diese Regelung wurde 2013 abgeändert. Die Anzahl der Extra-Legs, in denen ein Spieler die Entscheidung durch einen Vorsprung von zwei Legs herbeiführen kann, ist seitdem auf fünf begrenzt. Anschließend wird ggf. ein Entscheidungs-Leg gespielt, das einem Sudden Death entspricht.

## Preisgelder
Die £ 800.000 an Preisgeldern, die beim World Matchplay seit 2022 ausgespielt werden, verteilen sich wie folgt auf die 32 Teilnehmer:
| Position (Anzahl der Spieler) | Position (Anzahl der Spieler) | Preisgeld |
| ----------------------------- | ----------------------------- | --------- |
| Gewinner                      | (1)                           | £ 200.000 |
| Finalist                      | (1)                           | £ 100.000 |
| Halbfinalisten                | (2)                           | £ 50.000  |
| Viertelfinalisten             | (4)                           | £ 30.000  |
| Achtelfinalisten              | (8)                           | £ 15.000  |
| Verlierer der 1. Runde        | (16)                          | £ 10.000  |
|                               |                               |           |
|                               |                               | £ 800.000 |

## Finalergebnisse

### Herren
| Jahr | Austragungsort                | Sieger                | Ergebnis | Finalist              | Sponsor     | Preisgeld   | Preisgeld  |
| Jahr | Austragungsort                | Sieger                | Ergebnis | Finalist              | Sponsor     | Gesamt      | Sieger     |
| ---- | ----------------------------- | --------------------- | -------- | --------------------- | ----------- | ----------- | ---------- |
| 1994 | Winter Gardens, Blackpool     | Larry Butler          | 16 : 12  | Dennis Priestley      | Proton Cars | 00£ 42.400  | 00£ 10.000 |
| 1995 | Winter Gardens, Blackpool     | Phil Taylor           | 16 : 11  | Dennis Priestley      | Webster’s   | 00£ 42.400  | 00£ 10.000 |
| 1996 | Winter Gardens, Blackpool     | Peter Evison          | 16 : 14  | Dennis Priestley      | Webster’s   | 00£ 46.000  | 00£ 12.000 |
| 1997 | Winter Gardens, Blackpool     | Phil Taylor           | 16 : 11  | Alan Warriner         | Webster’s   | 00£ 46.000  | 00£ 12.000 |
| 1998 | Winter Gardens, Blackpool     | Rod Harrington        | 19 : 17  | Ronnie Baxter         |             | 00£ 58.000  | 00£ 14.000 |
| 1999 | Winter Gardens, Blackpool     | Rod Harrington        | 19 : 17  | Peter Manley          |             | 00£ 58.000  | 00£ 14.000 |
| 2000 | Winter Gardens, Blackpool     | Phil Taylor           | 18 : 12  | Alan Warriner         | Stan James  | 00£ 58.000  | 00£ 14.000 |
| 2001 | Winter Gardens, Blackpool     | Phil Taylor           | 18 : 10  | Richie Burnett        | Stan James  | 00£ 65.000  | 00£ 14.000 |
| 2002 | Winter Gardens, Blackpool     | Phil Taylor           | 18 : 16  | John Part             | Stan James  | 00£ 75.500  | 00£ 15.000 |
| 2003 | Winter Gardens, Blackpool     | Phil Taylor           | 18 : 12  | Wayne Mardle          | Stan James  | 00£ 80.000  | 00£ 15.000 |
| 2004 | Winter Gardens, Blackpool     | Phil Taylor           | 18 : 08  | Mark Dudbridge        | Stan James  | 0£ 100.000  | 00£ 20.000 |
| 2005 | Winter Gardens, Blackpool     | Colin Lloyd           | 18 : 12  | John Part             | Stan James  | 0£ 120.000  | 00£ 25.000 |
| 2006 | Winter Gardens, Blackpool     | Phil Taylor           | 18 : 11  | James Wade            | Stan James  | 0£ 150.000  | 00£ 30.000 |
| 2007 | Winter Gardens, Blackpool     | James Wade            | 18 : 07  | Terry Jenkins         | Stan James  | 0£ 200.000  | 00£ 50.000 |
| 2008 | Winter Gardens, Blackpool     | Phil Taylor           | 18 : 09  | James Wade            | Stan James  | 0£ 300.000  | 00£ 60.000 |
| 2009 | Winter Gardens, Blackpool     | Phil Taylor           | 18 : 04  | Terry Jenkins         | Stan James  | 0£ 400.000  | 0£ 100.000 |
| 2010 | Winter Gardens, Blackpool     | Phil Taylor           | 18 : 12  | Raymond van Barneveld | Stan James  | 0£ 400.000  | 0£ 100.000 |
| 2011 | Winter Gardens, Blackpool     | Phil Taylor           | 18 : 08  | James Wade            | Sky Bet     | 0£ 400.000  | 0£ 100.000 |
| 2012 | Winter Gardens, Blackpool     | Phil Taylor           | 18 : 15  | James Wade            | Betfair     | 0£ 400.000  | 0£ 100.000 |
| 2013 | Winter Gardens, Blackpool     | Phil Taylor           | 18 : 13  | Adrian Lewis          | BetVictor   | 0£ 400.000  | 0£ 100.000 |
| 2014 | Winter Gardens, Blackpool     | Phil Taylor           | 18 : 09  | Michael van Gerwen    | BetVictor   | 0£ 450.000  | 0£ 100.000 |
| 2015 | Winter Gardens, Blackpool     | Michael van Gerwen    | 18 : 12  | James Wade            | BetVictor   | 0£ 450.000  | 0£ 100.000 |
| 2016 | Winter Gardens, Blackpool     | Michael van Gerwen    | 18 : 10  | Phil Taylor           | BetVictor   | 0£ 450.000  | 0£ 100.000 |
| 2017 | Winter Gardens, Blackpool     | Phil Taylor           | 18 : 08  | Peter Wright          | BetVictor   | 0£ 500.000  | 0£ 115.000 |
| 2018 | Winter Gardens, Blackpool     | Gary Anderson         | 21 : 19  | Mensur Suljović       | BetVictor   | 0£ 500.000  | 0£ 115.000 |
| 2019 | Winter Gardens, Blackpool     | Rob Cross             | 18 : 13  | Michael Smith         | Betfred     | 0£ 700.000  | 0£ 150.000 |
| 2020 | Marshall Arena, Milton Keynes | Dimitri Van den Bergh | 18 : 10  | Gary Anderson         | Betfred     | 0£ 700.000  | 0£ 150.000 |
| 2021 | Winter Gardens, Blackpool     | Peter Wright          | 18 : 09  | Dimitri Van den Bergh | Betfred     | 0£ 700.000  | 0£ 150.000 |
| 2022 | Winter Gardens, Blackpool     | Michael van Gerwen    | 18 : 14  | Gerwyn Price          | Betfred     | 0£ 800.000  | 0£ 200.000 |
| 2023 | Winter Gardens, Blackpool     | Nathan Aspinall       | 18 : 06  | Jonny Clayton         | Betfred     | 0£ 800.000  | 0£ 200.000 |
| 2024 | Winter Gardens, Blackpool     | Luke Humphries        | 18 : 15  | Michael van Gerwen    | Betfred     | 0£ 800.000  | 0£ 200.000 |
| 2025 | Winter Gardens, Blackpool     | Luke Littler          | 18 : 13  | James Wade            | Betfred     | 0£ 800.000  | 0£ 200.000 |
| 2026 |                               |                       | :        |                       | Betfred     | £ 1.000.000 | 0£ 225.000 |

### Damen
| Jahr | Austragungsort            | Siegerin        | Ergebnis | Finalistin      | Sponsor | Preisgeld | Preisgeld |
| Jahr | Austragungsort            | Siegerin        | Ergebnis | Finalistin      | Sponsor | Gesamt    | Sieger    |
| ---- | ------------------------- | --------------- | -------- | --------------- | ------- | --------- | --------- |
| 2022 | Winter Gardens, Blackpool | Fallon Sherrock | 6 : 3    | Aileen de Graaf | Betfred | 0£ 25.000 | 0£ 10.000 |
| 2023 | Winter Gardens, Blackpool | Beau Greaves    | 6 : 1    | Mikuru Suzuki   | Betfred | 0£ 25.000 | 0£ 10.000 |
| 2024 | Winter Gardens, Blackpool | Beau Greaves    | 6 : 3    | Fallon Sherrock | Betfred | 0£ 25.000 | 0£ 10.000 |
| 2025 | Winter Gardens, Blackpool | Lisa Ashton     | 6 : 5    | Fallon Sherrock | Betfred | 0£ 25.000 | 0£ 10.000 |
| 2026 |                           |                 | :        |                 | Betfred | 0£ 40.000 | 0£ 15.000 |

## Deutschsprachige Teilnehmer
- Gabriel Clemens
  - 2020: 2. Runde (Niederlage gegen  Krzysztof Ratajski)
  - 2021: 1. Runde (Niederlage gegen  José de Sousa)
  - 2022: 1. Runde (Niederlage gegen  José de Sousa)
  - 2023: 1. Runde (Niederlage gegen  Jonny Clayton)

- Max Hopp
  - 2018: 1. Runde (Niederlage gegen  Ian White)
  - 2019: 2. Runde (Niederlage gegen  Michael Smith)

- Ricardo Pietreczko
  - 2024: 1. Runde (Niederlage gegen  Luke Humphries)
  - 2025: 1. Runde (Niederlage gegen  Chris Dobey)

- Rowby-John Rodriguez
  - 2022: 2. Runde (Niederlage gegen  Dimitri Van den Bergh)

- Mensur Suljović
  - 2013: 1. Runde (Niederlage gegen  Raymond van Barneveld)
  - 2015: Viertelfinale (Niederlage gegen  James Wade)
  - 2016: 2. Runde (Niederlage gegen  Phil Taylor)
  - 2017: Viertelfinale (Niederlage gegen  Daryl Gurney)
  - 2018: Finale (Niederlage gegen  Gary Anderson)
  - 2019: 2. Runde (Niederlage gegen  James Wade)
  - 2020: 2. Runde (Niederlage gegen  Michael Smith)

- Martin Schindler
  - 2022: 1. Runde (Niederlage gegen  Gerwyn Price)
  - 2023: 1. Runde (Niederlage gegen  Danny Noppert)
  - 2024: 1. Runde (Niederlage gegen  Dimitri Van den Bergh)
  - 2025: 1. Runde (Niederlage gegen  Jonny Clayton)

## Statistiken

### Nine dart finishes
Insgesamt wurde zehn Mal ein Neundarter beim World Matchplay gespielt. Erstmals gelang dies dem Engländer Phil Taylor.
| Spieler               | Turnier, Runde      | Weg                                 | Gegner           | Ergebnis   |
| --------------------- | ------------------- | ----------------------------------- | ---------------- | ---------- |
| Phil Taylor           | 2002, Viertelfinale | 3 × T20; 3 × T20; T20, T19, D12     | Chris Mason      | Sieg       |
| Raymond van Barneveld | 2010, 1. Runde      | 3 × T20; 3 × T20; T20, T19, D12     | Denis Ovens      | Sieg       |
| John Part             | 2011, 1. Runde      | 3 × T20; 3 × T20; T20, T19, D12     | Mark Webster     | Niederlage |
| Michael van Gerwen    | 2012, 2. Runde      | 3 × T20; 3 × T20; T20, T19, D12     | Steve Beaton     | Sieg       |
| Wes Newton            | 2012, 2. Runde      | 3 × T20; 2 × T20, T19; 2 × T20, D12 | Justin Pipe      | Niederlage |
| Phil Taylor           | 2014, 2. Runde      | 3 × T20; 2 × T20, T19; 2 × T20, D12 | Michael Smith    | Sieg       |
| Gary Anderson         | 2018, Viertelfinale | 3 × T20; 3 × T20; T20, T19, D12     | Joe Cullen       | Sieg       |
| Gerwyn Price          | 2022, Halbfinale    | 3 × T20; 3 × T20; T19, T20, D12     | Danny Noppert    | Sieg       |
| Dimitri Van den Bergh | 2024, 1. Runde      | 3 × T20; 3 × T20; T20, T19, D12     | Martin Schindler | Sieg       |
| Luke Littler          | 2025, Halbfinale    | 3 × T20; 3 × T20; T20, T17, D15     | Josh Rock        | Sieg       |

### Höchste Averages
Aufgeführt sind alle Averages von mindestens 110 Punkten.
| Average | Spieler            | Jahr | Runde         | Gegner             | Ergebnis |
| ------- | ------------------ | ---- | ------------- | ------------------ | -------- |
| 114,99  | Phil Taylor        | 2010 | 1. Runde      | Barrie Bates       | 10 : 06  |
| 113,43  | Phil Taylor        | 1997 | 1. Runde      | Gary Mawson        | 08 : 0   |
| 112,17  | Phil Taylor        | 2002 | Viertelfinale | Chris Mason        | 16 : 07  |
| 111,23  | Phil Taylor        | 2013 | Finale        | Adrian Lewis       | 18 : 13  |
| 110,93  | Michael van Gerwen | 2015 | Achtelfinale  | Jamie Lewis        | 13 : 02  |
| 110,51  | Adrian Lewis       | 2014 | 1. Runde      | Andrew Gilding     | 10 : 0   |
| 110,37  | Peter Wright       | 2021 | Halbfinale    | Michael van Gerwen | 17 : 10  |